# Rinorea brachythrix
Rinorea brachythrix là một loài thực vật thuộc họ Violaceae. Đây là loài đặc hữu của Panama.